# Social Credit
Social Credit ist eine ökonomische Theorie, aus der sich in den 1920er Jahren eine soziale Bewegung entwickelte. Die kanadische Bewegung für den Social Credit war ihr bedeutendster Zweig, aber die Ideen hatten auch in einigen anderen Ländern Erfolg. Eines dieser Länder war Neuseeland, wo die Social Credit Political League bei einem  Stimmenanteil von 20,7 % zwei Sitze im Parlament gewann. In England wurde aus der Kindred of Kibbo Kift, einer Abspaltung von der Pfadfinderbewegung, zunächst das Green Shirt Movement for Social Credit, das seinen Namen wenig später in Social Credit Party of Great Britain and Northern Ireland änderte.
Die ökonomische Theorie des Social Credit wurde vom schottischen Ingenieur Clifford Hugh Douglas entwickelt. Die Bezeichnung Social Credit kommt von seinem Wunsch, gesellschaftlichen Fortschritt (Social) durch das Geldsystem (Credit) zu erreichen.

## Theorie des Social Credit
Die Theorie des Social Credit unterstellt, dass die verfügbare Geldmenge nicht ausreicht, um einen realistischen Preis zu zahlen, da sie im kapitalistischen Wirtschaftssystem immer niedriger liegt als die Gesamtkosten der produzierten Güter. Douglas demonstrierte diesen grundlegenden Fehler anhand seines „A+B-Theorems“, das aussagt, dass der Gesamtpreis, der für alle Güter verlangt wird, mindestens so groß sein muss, wie die Summe von A und B, wobei A für alle Zahlungen steht, die die Verbraucher innerhalb einer Gesellschaft erreichen (beispielsweise Gehälter, Dividenden und Bankzinsen), und B für die Ausgaben, die der Produzent nicht an die Verbraucher weitergibt (dazu zählen beispielsweise die Abschreibungskosten für Gebäude und Maschinen). Da den Verbrauchern aber nur die Geldmenge A zur Verfügung steht, ist es unmöglich, den Gesamtpreis (A+B) zu bezahlen.
Um dieses System aufrechtzuerhalten, geschehen nach Douglas mehrere Dinge:
- Menschen verschulden sich durch den Kauf auf Kredit.
- Die Regierung nimmt Kredite auf und erhöht die Staatsverschuldung.
- Die Wirtschaft leiht bei den Banken Geld, um ihre Expansion zu finanzieren.
- Unternehmen verkaufen unter ihren Herstellungskosten und gehen in Konkurs.
- Ein Staat gewinnt einen Handelskrieg und zwingt durch seinen Exportüberschuss andere Länder, sich zu verschulden.
- Ein Staat führt einen „heißen“ Krieg, in dem Waren wie Panzer und Bomben in Feindesland „exportiert“ werden, ohne dass er dafür eine Bezahlung erwartet. Er finanziert dies durch staatliche Schuldenaufnahme.

Wenn diese Dinge nicht geschehen, „werden die Unternehmen gezwungen, Arbeiter zu entlassen, die Arbeitslosigkeit steigt, die Wirtschaft stagniert, Steuern bleiben aus, die Regierung reduziert Ihre Leistungen und wir erleben eine weit verbreitete Armut, während wir alle tatsächlich in Wohlstand leben könnten.“
Douglas glaubte, dass der Social Credit dieses Problem lösen könnte, indem sichergestellt würde, dass immer genug Geld (Kredite) ausgegeben würde, um alle produzierten Waren zu kaufen. Seine Lösung wurde in drei Kernforderungen zusammengefasst:
1. Ein National Credit Office sollte auf statistischer Grundlage die Höhe der Kredite errechnen, die in der Gesellschaft umlaufen.
2. Ein Preisregulationsmechanismus sollte Spekulationsgewinne im Falle einer Inflation abschöpfen und an die Bevölkerung in Form von subventionierten Preisen zurückzahlen, wenn die Gesamtkosten der am Markt verfügbaren Waren die verfügbare Geldmenge übersteigen.
3. Als „National Dividend“ sollte allen Menschen ein garantiertes Grundeinkommen gezahlt werden, unabhängig davon, ob sie arbeiten oder nicht.

Douglas erklärte, dass seine dritte Forderung deshalb sinnvoll sei, da Automatisierung und Mechanisierung die Zahl der Arbeiter und die Dauer der Arbeitszeit, reduziert hätten, die zur Herstellung der Waren benötigt werden.
Douglas’ Ideen waren während der Weltwirtschaftskrise sehr populär, wurden aber nicht umgesetzt.

## Kritik am Social Credit
Fast alle Kritiker des Social Credit betonen, dass er die Inflation fördern würde. Gary North bewertet den Plan zur Verhinderung der Inflation als sozialistisch. Außerdem äußert er moralische Argumente, unter anderem, dass Gott den Menschen geschaffen habe, damit dieser für seine täglichen Bedürfnisse arbeite.
Darüber hinaus äußert North mehrere praktische Argumente, die alle die Begründung von Douglas’ Plan betreffen. Erstens würde die existierende Verschuldung von Verbrauchern die Theorie zerstören. Zweitens würde das A+B-Theorem die Tatsache ignorieren, dass alle Geldzahlungen letztendlich an Einzelpersonen gehen. Drittens stellt er fest, dass auch das System des Garantieeinkommens den stetigen Geldumlauf nicht sicherstellt. Schließlich schlägt North vor, das System der „fraktionierten Geldreserve“ zu verbieten, ohne gleichzeitig den Social Credit einzuführen. Er führt aus, dass ein solches System ohne private Geldreserven keinen der von Douglas angeführten Mängel aufweise.

## Vom Social Credit beeinflusste Gruppierungen

### Australien
- Australian League of Rights

### Kanada
- Social Credit Party of Canada – Zugehörige Regionalparteien:
  - Social Credit Party of Alberta
  - British Columbia Social Credit Party
  - Manitoba Social Credit Party
  - Ralliement créditiste
  - Social Credit Party of Ontario
  - Social Credit Party of Saskatchewan

### Neuseeland
- Country Party (Neuseeland)
- New Zealand Democratic Party
- New Democratic Party (Neuseeland)
- New Zealand Democrats for Social Credit

### Großbritannien
- Social Credit Party of Great Britain and Northern Ireland